# Chileanoscopus
Chileanoscopus är ett släkte av insekter. Chileanoscopus ingår i familjen dvärgstritar.
Kladogram enligt Catalogue of Life:
| Chileanoscopus | \| \| Chileanoscopus ancorus \| \| \| \| \| \| Chileanoscopus hamulus \| \| \| \| \| \| Chileanoscopus hichinsi \| \| \| \| \| \| Chileanoscopus repandus \| \| \| \| |
|                | \| \| Chileanoscopus ancorus \| \| \| \| \| \| Chileanoscopus hamulus \| \| \| \| \| \| Chileanoscopus hichinsi \| \| \| \| \| \| Chileanoscopus repandus \| \| \| \| |
|                | Chileanoscopus ancorus |
|                | |
|                | Chileanoscopus hamulus |
|                | |
|                | Chileanoscopus hichinsi |
|                | |
|                | Chileanoscopus repandus |
|                | |